# Гречо
Гречо (итал. Greccio) је насеље у Италији у округу Ријети, региону Лацио.
Према процени из 2011. у насељу је живело 82 становника. Насеље се налази на надморској висини од 690 м.

## Становништво
| 1936. | 1951. | 1961. | 1971. | 1981. | 1991. | 2001. | 2011. |
| ----- | ----- | ----- | ----- | ----- | ----- | ----- | ----- |
| 1.940 | 1.931 | 1.591 | 1.361 | 1.518 | 1.504 | 1.464 | 1.520 |